# 迈斯讷
迈斯讷（德語：Meißner）是德国黑森州的一个市镇。总面积44.81平方公里，总人口3142人，其中男性1571人，女性1571人（2011年12月31日），人口密度70人/平方公里。